# Wappenportal

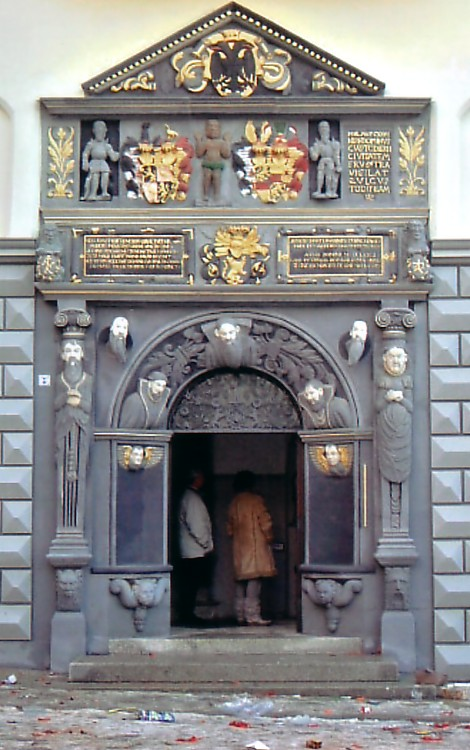
Wappenportal am Rathaus von Gera

Das Wappenportal ist ein mit Wappen geschmückter Eingang von Bauwerken.
Besonders bekannt ist ein mit  heraldischen Elementen erbauter Eingang an  Schlösser und Burgen. Im profanen Bau wird der Eingang des Rathauses mit Wappen geschmückt. Hier ist häufig neben dem Stadt- oder Ortswappen auch das des Landesherren angebracht. Kirchen, Klöster und Torbögen zu Friedhöfen und größeren Parkanlagen tragen einen derartigen Schmuck.

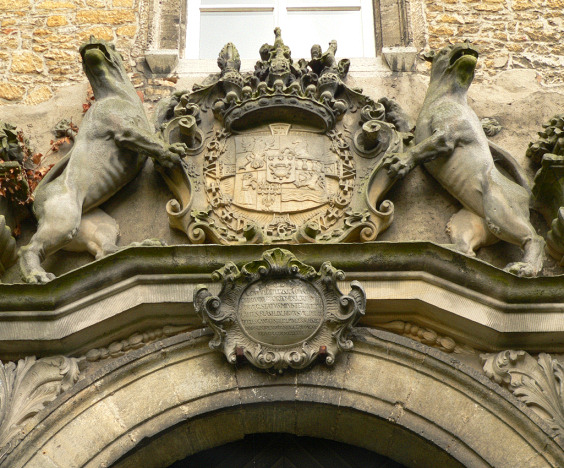
Ein Portal mit Steinmetzarbeit in Wendhausen

Geeignete Wappen sind die von Eigentümern, Stifter und Wohltätern. Auch wird das Wappen des Erbauers gelegentlich über den Eingang platziert. Die Gestaltung erfolgte durch aufwendige Steinmetzarbeit in Sandstein oder anderen geeigneten Materialien. Die Möglichkeit der reliefartigen Einarbeitung in die Bausubstanz war eine Darstellungsmöglichkeit. Eine andere war die plastisch hervorstehende Form. Es sind farbliche Wappendarstellungen, auch mit Blattgoldbelegung, über den Portalen gefertigt worden. Die Schwarz-Weiß-Darstellung mit den bekannten heraldischen Signaturen als  Farbersatz ist ebenso verbreitet. Hierbei ist die Zunahme von besonders voluminöser künstlerischer Anfertigungen von der Gotik bis Renaissance und Barock festzustellen. In der Neuzeit ist die Sachlichkeit überwiegend.
Durch häufigen Besitzerwechsel und der damit verbundenen Adelsänderung war die Neugestaltung des Portalwappens oft notwendig, um aktuell zu bleiben. Änderungen wurden auch durchgeführt und das Wappen durch ein neues ersetzt. Eine Wappenbesserung bot sich bei den Nachfolgern des gleichen Adelsgeschlechtes an. Häufig wurde das Wappen aber belassen und ist somit eine steinerne heraldische Quelle. Erst mit dem aufstrebenden Bürgertum verbreitete sich dieser Wappengebrauch auf Wohnhäuser und anderen Profanbauten.